# Lilian Hultin
Lilian Ninnie Yvonne Hultin, född Kihl den 12 december 1937 i Göteborg, död 7 juni 2004 i Göteborg, var en svensk lärare, skolgrundare och folkbildare. Hon var en av grundarna av Kvinnofolkhögskolan i Göteborg.

## Biografi
Lilian Hultin far var lagerförman Karl Kihl och hennes mor var Iréne (Ninnie) Sinclair. Efter studentexamen 1957 avlade Lilian Hultin filosofie magisterexamen i ekonomisk historia, litteraturhistoria och nordiska språk och påbörjade licentiatstudier i ekonomisk historia vid Göteborgs universitet, vilka dock aldrig avslutades. Åren 1959–1968 var hon gift med Jan Hultin med vilken hon fick dottern Katarina år 1960. Lilian Hultin arbetade från 1970 som lärare vid Göteborgs folkhögskola, där hon också var aktiv inom Pedagogisk utveckling för folkhögskolan (PUFF). Vid sidan av studier och yrkesarbete var Lilian Hultin engagerad i studentkårsarbete och kvinnorörelsen samt rörelsen mot atomvapen. Hon var sekreterare och kontaktperson i Vietnamkommittén i Göteborg och medlem av kvinnopolitiska utskottet i Vänsterpartiet kommunisterna samt aktiv i partiets skolarbetargrupp. Hon deltog i det kvinnohistoriska seminariet under Gunnar Qvist och Gunhild Kyle och i Forum för kvinnliga forskare och kvinnoforskning, båda vid Göteborgs universitet.
På Göteborgs folkhögskola bildades år 1976 en arbetsgrupp med yttersta mål att starta en kvinnofolkhögskola, det vill säga en skola för kvinnorörelsen. Lilian Hultin deltog mycket aktivt i detta arbete. Inspirationskällor var den tidigare Kvinnliga medborgarskolan på Fogelstad, den progressiva folkhögskolerörelsen i Danmark och kvinnoläger på Femö, där Lilian Hultin deltagit 1976. Hon medverkade vid otaliga möten, uppvaktningar av politiker och myndigheter för att åstadkomma en kvinnofolkhögskola. Det startades studiecirklar för kvinnor, ordnades helgseminarier och korta kurser i samverkan med bland annat Göteborgs folkhögskola och Studiefrämjandet. Från år 1978 fick kvinnorörelsen tillgång till ett hus i stadsdelen Gamlestaden i Göteborg, där Kvinnohuset inrättades och de första ”byggkurserna” för kvinnor hölls inom vilka Lilian Hultin undervisade.
Enligt Lilian Hultin ville Folkhögskolegruppen ge kvinnor en ”allmän medborgerlig bildning” och kunskaper, som ledde till ”solidaritet, demokrati och handlingsberedskap”. Kvinnor skulle utbildas för att kunna påverka arbetsliv och samhälle, vilket sågs som förenligt med folkhögskolornas allmänna mål. De första kurserna startades med stöd av Göteborgs folkhögskola. Teknisk, eller praktisk, undervisning varvades med teoretisk. Ett feministiskt perspektiv genomsyrade all undervisning. Invandrarkvinnor utgjorde redan från början en stor andel av deltagarna. Förskola för deltagarnas barn anordnades på skolan. År 1981 blev Nordiska folkhögskolan i Kungälv samverkanspart för byggkurserna. Även kurser i svenska och samhällskunskap startades.
År 1983 bildades Stiftelsen Kvinnofolkhögskolan och efter riksdagsbeslut 1985 tillkom en självständig kvinnofolkhögskola i egna lokaler med Lilian Hultin som första rektor. Skolans organisation skulle vara demokratisk, med stort inflytande för lärare och kursdeltagare. Skolan fortsatte sedan att växa med ett stort antal kurser, även med internationell inriktning. Allmänna kurser gav gymnasiekompetens och skolan blev väl etablerad i Göteborg. Lilian Hultin var lärare på skolan fram till sin pension. Hon var också fackligt aktiv i folkhögskollärarnas fackförbund Svenska folkhögskolans lärarförbund (SFHL).
Efter att Lilian Hultin på 1990-talet drabbats av en allvarlig synskada, som kom att leda till blindhet, blev hon aktiv i Synskadades Riksförbund, där hon bildade kvinnogrupper. År 2003 fick hon Göteborgs stads förtjänsttecken.
Lilian Hultins sista projekt handlade om hennes gamla flickskola i Göteborg. Hon tog initiativ till boken Vart tog Fredrika vägen? En bok om Flickläroverket och flickorna, publicerad 2004. Den färdiga boken fick hon dock aldrig se. Hon avled i Göteborg år 2004 och är begravd på Östra kyrkogården i Göteborg.